# Wang Thonglang
Wang Thonglang (thailändisch วังทองหลาง) ist einer der 50 Khet (Bezirke) in Bangkok, der Hauptstadt von Thailand.

## Geographie
Die benachbarten Bezirke sind im Uhrzeigersinn von Norden aus: Lat Phrao, Bang Kapi, Huai Khwang und Chatuchak.

## Geschichte
Der Bezirk wurde am 21. November 1997 eingerichtet, indem der Unterbezirk Wang Thonglang und ein Teil von Khlong Chan des Bezirks Bang Kapi, außerdem ein Teil des Unterbezirks Lat Phrao zu einer Gesamtfläche von 19,205 km² zusammengefasst wurden. Am 11. März 2002 wurde die Distrikt-Grenze zwischen Wang Thonglang und Lat Phrao korrigiert, so dass Wang Thonglang heute nur noch 18,905 km² groß ist.

## Sehenswürdigkeiten
- Chao Phraya Bodindecha Museum

## Verkehr
Trotz ihres Namens führt die Lard Phrao Road nicht durch den gleichnamigen Bezirk, sondern einige 100 Meter südlich davon. Sie beginnt an der Thanon Phahonyothin (Phahonyothin-Straße) und endet in Bang Kapi.
An der Straße liegen zwei Stationen der Bangkok Metro, der Bangkoker U-Bahn: Phahon Yothin und Lat Phrao. Die U-Bahn-Station Lat Phrao befindet sich zwischen der Thanon Ratchadapisek (Ratchadapisek-Straße) und der Thanon Phahonyothin. Hier ist auch ein Park-and-ride-Service eingerichtet.

## Einkaufen
Hier gibt es auch zahlreiche Einkaufsmöglichkeiten für die Bewohner des nördlichen Bangkok:
- Einkaufszentrum „Central Lat Phrao“
- Supermarkt „Carrefour“
- Supermarkt und Einkaufszentrum „BigC“
- Einkaufszentrum „Imperial World Lat Phrao“
- Einkaufszentrum „The Mall Bang Kapi“
- Großhandel „Makro“
- Supermarkt „Tesco Lotus“

## Verwaltung
Der Bezirk hat vier Unterbezirke (Khwaeng):
| Nr. | Name Khwaeng         | Thai         | Einw.  |
| --- | -------------------- | ------------ | ------ |
| 1.  | Wang Thonglang       | วังทองหลาง    | 26.047 |
| 2.  | Saphan Song          | สะพานสอง     | 12.946 |
| 3.  | Khlong Chaokhun Sing | คลองเจ้าคุณสิงห์ | 30.199 |
| 4.  | Phlapphla            | พลับพลา       | 45.613 |

## Gemeinderat
Der Gemeinderat des Distrikts Wang Thonglang hat sieben Mitglieder, jedes Mitglied wird für vier Jahre gewählt. Die letzte Wahl war am 30. April 2006. Die Ergebnisse:
- Demokratische Partei – 7 Sitze